# コルドラ・トラントフ
コルドラ・トラントフ（Cordula Trantow、1942年12月29日 - ）は、ドイツの女優。

## 来歴
ベルリンで生まれる。父は作曲家兼指揮者、母はダンス教師。早くから演劇に興味を持ち、学校に通いながら、芝居のレッスンを受け、クラシックバレエも習う。
1957年に映画デビュー。第32回米国アカデミー賞外国語映画賞にノミネートされた『橋』（1959年、ベルンハルト・ヴィッキ監督）のフランツィスカ役とヴェネツィア国際映画祭金獅子賞を受賞した『ラインの仮橋』（1960年、アンドレ・カイヤット監督）のヘルガ役が代表作。
1960年代半ば以降は、主に舞台とテレビドラマで活躍している。また、外国女優の吹き替えも務めている。ドイツでは現在も活躍中で、2009年もドラマに出演。
2000年にはドイツ連邦共和国功労勲章を受章。
1963年に監督のRudolf Noelteと結婚したが、1981年に離婚。2人の息子がいる。

## 主な映画出演
| 公開年 | 邦題 原題                       | 役名           | 備考 |
| ------ | ------------------------------- | -------------- | ---- |
| 1959   | 橋 Die Brücke                   | フランツィスカ |      |
| 1960   | 裏切り Bumerang                 | ヘルガ         |      |
| 1961   | ラインの仮橋 Le passage du Rhin | ヘルガ         |      |